# Georges Van Straelen
Georges Van Straelen est un  footballeur et entraîneur français, né le 10 décembre 1956 à Lorient et mort le 27 octobre 2012 à Saint-Jean-de-Luz.

## Biographie
En tant que milieu défensif, Georges Van Straelen commence sa carrière à Nantes en 1971 et connaît son premier match avec l'équipe première le 9 septembre 1975 contre l'AS Nancy-Lorraine (1-1). Avec ce club, il remporte le championnat de France en 1977. 
Il est ensuite transféré en 1978 aux Girondins de Bordeaux pour trois saisons, remportant la coupe des Alpes en 1980. 
Puis il joue une saison à Brest. Ensuite il fait deux saisons à Toulouse FC de 1982 à 1984. Il signe alors au RC Strasbourg, où il passe deux saisons.
Il termine sa carrière dans le club de sa ville natale en D3, le FC Lorient. Il remporte le championnat et finit sa carrière en D2.
Il est ensuite entraîneur de Stade luçonnais et de l'équipe réserve du TFC.
Il meurt le 26 octobre 2012 à l'âge de 55 ans. Le lendemain, une minute de silence est observée en son hommage lors du match de championnat opposant deux de ses anciens clubs, Toulouse FC et le Stade brestois. Une minute d'applaudissement est respectée le 3 novembre 2012 lors du match opposant le FC Nantes et le Angers SCO.

## Palmarès de joueur
- Championnat de France de football
  - Champion en 1977
  - Vice-champion en 1978

- Coupe des Alpes
  - Vainqueur en 1980

- Championnat de France de football D3
  - Champion en 1987

- Vainqueur de la coupe Gambardella en 1974 et 1975 avec le FC Nantes

## Palmarès d'entraîneur
- Vainqueur de la Coupe du Qatar de football en 2008 (avec  Qatar Al Sadd Doha - U15.)
- Champion du Qatar en 2008 (avec  Qatar Al Sadd Doha - U15.)
- Champion du Qatar en 2009 (avec  Qatar Al Sadd Doha - U17.)
- Finaliste de la Coupe du Qatar de football en 2009  (avec  Qatar Al Sadd Doha - U17.)
- Vainqueur de la Coupe du Qatar de football en 2010 (avec  Qatar Al Sadd Doha - U17.)
- Champion du Qatar en 2010 (avec  Qatar Al Sadd Doha - U17.)
- 2e du Champion du Qatar en 2011 (avec  Qatar Al Sadd Doha - U19.)
- Finaliste de la Coupe du Qatar de football en 2011 (avec  Qatar Al Sadd Doha - U19.)